# Tromsø Idrettslag 2005
Questa voce raccoglie le informazioni riguardanti il Tromsø Idrettslag nelle competizioni ufficiali della stagione 2005.

## Rosa
| N. |                       | Ruolo | Calciatore              |
| -- | --------------------- | ----- | ----------------------- |
| 1  | Norvegia (bandiera)   | P     | Knut Borch              |
| 2  | Svezia (bandiera)     | D     | Benjamin Kibebe         |
| 4  | Polonia (bandiera)    | A     | Tomasz Stolpa           |
| 4  | Costa Rica (bandiera) | D     | Daniel Torres           |
| 5  | Norvegia (bandiera)   | D     | Arne Vidar Moen         |
| 6  | Norvegia (bandiera)   | D     | Morten Pedersen         |
| 7  | Finlandia (bandiera)  | D     | Janne Hietanen          |
| 8  | Norvegia (bandiera)   | D     | Thomas Hafstad          |
| 9  | Canada (bandiera)     | C     | Patrice Bernier         |
| 10 | Norvegia (bandiera)   | C     | Jonas Johansen          |
| 11 | Norvegia (bandiera)   | C     | Bjørn Strøm             |
| 11 | Norvegia (bandiera)   | C     | Ruben Yttergård Jenssen |
| 12 | Norvegia (bandiera)   | P     | Eirik Sørensen          |
| 14 | Canada (bandiera)     | A     | Stephen Ademolu         |
| 14 | Norvegia (bandiera)   | A     | Kim Larsen              |

| N. |                      | Ruolo | Calciatore         |
| -- | -------------------- | ----- | ------------------ |
| 15 | Ungheria (bandiera)  | D     | Tamás Szekeres     |
| 16 | Norvegia (bandiera)  | C     | Hans Åge Yndestad  |
| 17 | Norvegia (bandiera)  | C     | Bjørn Johansen     |
| 18 | Norvegia (bandiera)  | C     | Lars Iver Strand   |
| 19 | Norvegia (bandiera)  | C     | Rune Berger        |
| 19 | Norvegia (bandiera)  | C     | Espen Minde        |
| 20 | Norvegia (bandiera)  | C     | Ole Andreas Nilsen |
| 21 | Norvegia (bandiera)  | C     | Roar Christensen   |
| 22 | Tunisia (bandiera)   | C     | Karim Essediri     |
| 23 | Canada (bandiera)    | P     | Lars Hirschfeld    |
| 23 | Danimarca (bandiera) | P     | Bo Andersen        |
| 24 | Norvegia (bandiera)  | C     | Ole Talberg        |
| 25 | Norvegia (bandiera)  | A     | Ole Martin Årst    |
| 30 | Norvegia (bandiera)  | C     | Joachim Walltin    |
| 32 | Norvegia (bandiera)  | C     | Runar Normann      |

## Calciomercato

### Sessione invernale
| Arrivi           | Arrivi          | Arrivi     | Arrivi        |
| R.               | Nome            | da         | Modalità      |
| ---------------- | --------------- | ---------- | ------------- |
| D                | Benjamin Kibebe |            | svincolato    |
| D                | Janne Hietanen  | Las Palmas | definitivo    |
| D                | Daniel Torres   | Saprissa   | definitivo    |
| A                | Kim Larsen      |            | svincolato    |
| Altre operazioni |                 |            |               |
| R.               | Nome            | da         | Modalità      |
| P                | Kenneth Udjus   | FK Arendal | fine prestito |

| Partenze | Partenze       | Partenze        | Partenze   |
| R.       | Nome           | a               | Modalità   |
| -------- | -------------- | --------------- | ---------- |
| P        | Kenneth Udjus  | Tønsberg        | definitivo |
| D        | Miika Koppinen | Rosenborg       | definitivo |
| D        | Steinar Nilsen |                 | ritiro     |
| C        | Jonas Johansen | Alta            | prestito   |
| C        | Leo Olsen      |                 | svincolato |
| A        | Tomasz Stolpa  | Eendracht Aalst | prestito   |

### Sessione estiva
| Arrivi           | Arrivi          | Arrivi          | Arrivi        |
| R.               | Nome            | da              | Modalità      |
| ---------------- | --------------- | --------------- | ------------- |
| P                | Lars Hirschfeld |                 | svincolato    |
| P                | Eirik Sørensen  | Tromsdalen      | definitivo    |
| D                | Tamás Szekeres  |                 | svincolato    |
| C                | Rune Berger     | Aalesund        | definitivo    |
| C                | Joachim Walltin | Moss            | definitivo    |
| A                | Stephen Ademolu | Trelleborg      | definitivo    |
| Altre operazioni |                 |                 |               |
| R.               | Nome            | da              | Modalità      |
| A                | Tomasz Stolpa   | Eendracht Aalst | fine prestito |

| Partenze | Partenze       | Partenze  | Partenze   |
| R.       | Nome           | a         | Modalità   |
| -------- | -------------- | --------- | ---------- |
| P        | Bo Andersen    | Slagelse  | definitivo |
| D        | Janne Hietanen | Córdoba   | definitivo |
| D        | Daniel Torres  | Bodens BK | definitivo |
| A        | Kim Larsen     | Herfølge  | definitivo |
| A        | Tomasz Stolpa  | Bodens BK | definitivo |

## Risultati

### Eliteserien

#### Girone di andata
| Arbitro: | Berntsen (Vang) |

|                         |           |              |
| Flindt-Bjerg 61’ (rig.) | Marcatori | 69’ Essediri |

| Arbitro: | Alseth (Stjørdal) |

|              |           |  |
| Pedersen 42’ | Marcatori |  |

| Bergen 25 aprile 2005, ore 19:00 3ª giornata | Brann         | 0 – 0 referto | Tromsø | Brann Stadion (14.664 spett.)\| Arbitro: \| Øvrebø (Oslo) \| |
| Arbitro:                                     | Øvrebø (Oslo) |               |        |                                                              |

| Arbitro: | Staberg (Harstad) |

|  |           |          |
|  | Marcatori | 7’ Berre |

| Arbitro: | Edvartsen (Hamar) |

|                   |           |          |
| Ohr 4’ Friend 81’ | Marcatori | 22’ Årst |

| Arbitro: | Skjerven (Kaupanger) |

|  |           |            |
|  | Marcatori | 60’ Strand |

| Arbitro: | Sandmoen (Kjelsås) |

|              |           |                           |
| Årst 5’, 52’ | Marcatori | 50’ Halvorsen 56’ R. Berg |

| Arbitro: | Skjerven (Kaupanger) |

|                                   |           |                       |
| Wiig 35’ West 57’ Brenne 70’, 75’ | Marcatori | 59’ Årst 83’ Yndestad |

| Arbitro: | Staberg (Harstad) |

|              |           |            |
| Yndestad 26’ | Marcatori | 52’ Mifsud |

| Arbitro: | Berntsen (Vang) |

|           |           |            |
| Garba 45’ | Marcatori | 82’ Strand |

| Tromsø 19 giugno 2005, ore 18:00 11ª giornata | Tromsø         | 0 – 0 referto | Lyn Oslo | Alfheim Stadion (3.591 spett.)\| Arbitro: \| Sælen (Bergen) \| |
| Arbitro:                                      | Sælen (Bergen) |               |          |                                                                |

| Arbitro: | Skjerven (Kaupanger) |

|                                 |           |                     |
| Sigurðsson 12’, 55’ Nygaard 64’ | Marcatori | 50’ Strand 53’ Årst |

| Arbitro: | Berntsen (Vang) |

|          |           |                          |
| Årst 53’ | Marcatori | 29’ Helstad 43’ Ødegaard |

#### Girone di ritorno
| Arbitro: | Øvrebø (Oslo) |

|  |           |            |
|  | Marcatori | 16’ Occéan |

| Arbitro: | Alseth (Stjørdal) |

|                                       |           |               |
| Vaagan Moen 6’ Olsen 15’ Ringberg 49’ | Marcatori | 79’, 87’ Årst |

| Arbitro: | Sandmoen (Kjelsås) |

|          |           |             |
| Årst 63’ | Marcatori | 39’ Winters |

| Arbitro: | Alseth (Stjørdal) |

|            |           |                 |
| Brocken 6’ | Marcatori | 57’ B. Johansen |

| Arbitro: | Olsen (Kristiansand) |

|                     |           |         |
| Kibebe 13’ Årst 77’ | Marcatori | 22’ Ohr |